# Ondrej Duda
Pour les articles homonymes, voir Duda.
Ondrej Duda, né le 5 décembre 1994 à Snina en Slovaquie, est un footballeur international slovaque. Il évolue actuellement au poste de milieu offensif à Al-Ettifaq FC.

## Biographie

### En club

#### Débuts en Slovaquie, à Košice
Après avoir découvert le football au MFK Snina, le principal club de sa ville natale, Ondrej Duda s'engage avec le MFK Košice. À dix-sept ans, il fait ses débuts en équipe première, lors d'un match face au Slovan Bratislava, le 22 juillet 2012. Lors de la suite de la saison, il est le plus souvent envoyé vers les équipes de jeunes, mais joue tout de même quatorze matches avec les pros, tous en tant que remplaçant.
Lors de la saison suivante, Duda s'impose au milieu de terrain de Košice et ne rate aucun match jusqu'à la trêve hivernale. Titulaire à dix-neuf reprises en championnat, il marque cinq buts.

#### Au Legia Varsovie
Après avoir décidé de ne pas renouveler son contrat avec Košice, qui expire en juin 2014, Ondrej Duda s'engage en février 2014 avec le Legia Varsovie pour une durée de quatre ans et demi. En Pologne, il devient tout de suite titulaire et participe à la lutte pour le titre de champion, remporté finalement au soir de la 35e journée, malgré une défaite contre le Ruch Chorzów.
En mars 2015, il reçoit le prix Peter Dubovský, qui récompense le meilleur jeune footballeur slovaque de l'année.

### En sélection nationale
Le 4 novembre 2014, Ondrej Duda est appelé pour la première fois en équipe nationale par le sélectionneur Ján Kozák, son ancien entraîneur à Košice. Contre la Finlande, le 18 novembre en match amical, il fait ses débuts internationaux, en remplaçant à la 59e minute Marek Hamšík.
Il dispute son premier tournoi international majeur lors de l'Euro 2016. Durant le tournoi, il inscrit un but face au Pays de Galles comptant pour les phases de poules. 
Il est retenu dans la liste des 26 joueurs slovaques du sélectionneur Štefan Tarkovič pour participer à l'Euro 2020. 
Le 7 juin 2024, il figure dans la liste des 26 joueurs slovaques retenus par Francesco Calzona pour participer à l'Euro 2024. Le 26 juin, lors du dernier match de poules face à la Roumanie il inscrit son premier but du tournoi sur une passe décisive de Juraj Kucka.  

## Statistiques
| Saison                | Club                  | Championnat           | Championnat | Championnat | Coupe(s) nationale(s) | Coupe(s) nationale(s) | Compétition(s) continentale(s) | Compétition(s) continentale(s) | Compétition(s) continentale(s) | Slovaquie | Slovaquie | Total | Total |
| Saison                | Club                  | Division              | M.          | B.          | M.                    | B.                    | Comp.                          | M.                             | B.                             | M.        | B.        | M.    | B.    |
| 2012-2013             | MFK Košice            | Corgoň Liga           | 14          | 0           | 4                     | 1                     | -                              | -                              | -                              | -         | -         | 18    | 1     |
| 2013-2014             | MFK Košice            | Corgoň Liga           | 19          | 5           | 3                     | 0                     | -                              | -                              | -                              | -         | -         | 22    | 5     |
| Sous-total            | Sous-total            | Sous-total            | 33          | 5           | 7                     | 1                     | -                              | -                              | -                              | -         | -         | 40    | 6     |
| 2013-2014             | Legia Varsovie        | Ekstraklasa           | 12          | 3           | -                     | -                     | -                              | -                              | -                              | -         | -         | 12    | 3     |
| 2014-2015             | Legia Varsovie        | Ekstraklasa           | 27          | 5           | 5                     | 0                     | C1+C3                          | 4+8                            | 0+3                            | 3         | 1         | 47    | 9     |
| 2015-2016             | Legia Varsovie        | Ekstraklasa           | 27          | 2           | 5                     | 1                     | C3                             | 11                             | 2                              | 11        | 1         | 54    | 6     |
| 2016-2017             | Legia Varsovie        | Ekstraklasa           | 1           | 0           | -                     | -                     | C1                             | 1                              | 0                              | -         | -         | 2     | 0     |
| Sous-total            | Sous-total            | Sous-total            | 67          | 10          | 10                    | 1                     | -                              | 24                             | 5                              | 14        | 2         | 115   | 18    |
| 2016-2017             | Hertha Berlin         | Bundesliga            | 3           | 0           | -                     | -                     | -                              | -                              | -                              | 1         | 0         | 4     | 0     |
| 2017-2018             | Hertha Berlin         | Bundesliga            | 17          | 1           | 2                     | 0                     | C3                             | 4                              | 0                              | 9         | 2         | 32    | 3     |
| 2018-2019             | Hertha Berlin         | Bundesliga            | 32          | 11          | 3                     | 0                     | -                              | -                              | -                              | 8         | 1         | 43    | 12    |
| 2019-2020             | Hertha Berlin         | Bundesliga            | 7           | 0           | 2                     | 1                     | -                              | -                              | -                              | 4         | 0         | 13    | 1     |
| 2020-2021             | Hertha Berlin         | Bundesliga            | 0           | 0           | 1                     | 0                     | -                              | -                              | -                              | 1         | 0         | 2     | 0     |
| Sous-total            | Sous-total            | Sous-total            | 59          | 12          | 8                     | 1                     | -                              | 4                              | 0                              | 23        | 3         | 94    | 16    |
| 2019-2020             | Norwich City (prêt)   | Premier League        | 10          | 0           | 2                     | 0                     | -                              | -                              | -                              | -         | -         | 12    | 0     |
| 2020-2021             | FC Cologne            | Bundesliga            | 31+2        | 4+0         | 2                     | 0                     | -                              | -                              | -                              | 11        | 0         | 46    | 4     |
| 2021-2022             | FC Cologne            | Bundesliga            | 31          | 2           | 3                     | 0                     | -                              | -                              | -                              | 11        | 5         | 45    | 7     |
| 2022-2023             | FC Cologne            | Bundesliga            | 13          | 0           | -                     | -                     | C4                             | 5                              | 2                              | 2         | 0         | 20    | 2     |
| Sous-total            | Sous-total            | Sous-total            | 77          | 6           | 5                     | 0                     | -                              | 5                              | 2                              | 24        | 5         | 111   | 13    |
| 2022-2023             | Hellas Vérone (prêt)  | Serie A               | 15          | 0           | -                     | -                     | -                              | -                              | -                              | 2         | 0         | 17    | 0     |
| 2023-2024             | Hellas Vérone         | Serie A               | 32          | 1           | 1                     | 0                     | -                              | -                              | -                              | 13        | 4         | 46    | 5     |
| 2024-2025             | Hellas Vérone         | Serie A               | 5           | 0           | 0                     | 0                     | -                              | -                              | -                              | 4         | 1         | 9     | 1     |
| Sous-total            | Sous-total            | Sous-total            | 52          | 1           | 1                     | 0                     | -                              | 0                              | 0                              | 19        | 5         | 72    | 6     |
| Total sur la carrière | Total sur la carrière | Total sur la carrière | 298         | 36          | 31                    | 3                     | -                              | 33                             | 7                              | 80        | 15        | 442   | 61    |

## Palmarès
- Champion de Pologne en 2014, 2016 et 2017 avec le Legia Varsovie
- Vainqueur de la Coupe de Pologne en 2015 et 2016 avec le Legia Varsovie